# Семичастный, Михаил Васильевич
Михаи́л Васи́льевич Семича́стный (5 [18] декабря 1910, Перловка, Московская губерния — 28 августа 1978, Москва) — советский футболист и футбольный тренер. Заслуженный мастер спорта СССР. Отличник физической культуры и спорта (1957).

## Биография
Воспитанник команды станции Перловская (1924—1925), впоследствии выступал в клубных командах Северной железной дороги (1926—1927). С 1928 по 1935 выступал за ЦДКА, в первой клубной команде (1932—1935). В составе ЦДКА стал чемпионом Москвы в 1935 году. В 1936 году перешёл в московское «Динамо», в котором добился наибольших успехов, став рекордсменом команды (наряду с Львом Яшиным) по числу выигранных чемпионатов страны, лучшим бомбардиром первого чемпионата, обладателем кубка страны. Так отмечал его качества нападающего многолетний партнёр на поле Михаил Якушин.

Семичастный был быстрым и очень настырным нападающим. Ему только дай мяч, а он уж прорвется к воротам. И головой, надо сказать, играл хорошо, особенно на опережение соперника.

Не менее лестно отзывается о способностях футболиста спартаковец Николай Старостин.

В двадцать лет он бежал как олень, бил как снайпер и жонглировал головой как первоклассный цирковой артист.

И также отмечает его отличную игру головой.
Впоследствии, став тренером «Динамо», Якушин перевёл Семичастного из нападения в защиту: одной из главных причин такого решения была именно превосходная игра того головой.
Участвовал в 1937 году в матчах со сборной Басконии во втором матче забил гол. Участвовал в легендарном турне по Великобритании. Был многолетним капитаном команды. Играл на позиции правого крайнего нападающего, впоследствии был переведен в защиту, где также проявил себя с наилучшей стороны.
Кроме футбола увлекался также другими видами спорта. В составе сборной Москвы по баскетболу был чемпионом страны 1935 года. Как гандболист выступал за сборную Москвы и был неоднократным чемпионом страны. Также играл в волейбол, был лыжником и легкоатлетом.
По окончании карьеры игрока в 1950 году работал тренером. С 1952 по 1953 тренировал «Динамо» (Москва). Позднее стал спортивным функционером, занимая следующие ответственные посты: ответственный секретарь и заместитель председателя МГС «Динамо» (1954—1965), старший тренер отдела футбола и хоккея ЦС «Динамо» (1966—1978), член президиума Федерации футбола СССР (1959—1978), заместитель председателя тренерского совета Федерации футбола СССР (1965—1978).
Был страстным охотником и рассказчиком многочисленных охотничьих баек.
Похоронен на 21-м участке Ваганьковского кладбища в Москве.

## Достижения
- Чемпион СССР сборных городов и республик 1935
- Чемпионат СССР:
  - Чемпион: 1936 (весна), 1937, 1940, 1945, 1949
  - Серебряный призер: 1936 (осень), 1946, 1947, 1948
- Обладатель кубка СССР 1937[1][2]
- Чемпион Москвы 1935 (осень), 1942 (весна)
- Обладатель Кубка Москвы 1941
- Обладатель юбилейного Кубка ЦС «Динамо» 1948[7]
- Лучший бомбардир чемпионата 1936 (весна)[1][2]
- В списке «55-и лучших футболистов страны» 1938 (№ 2 среди крайних нападающих)[7].
- В 1945 году присвоено звание Заслуженный мастер спорта.

## Награды
- Орден «Знак Почёта» (27.04.1957) — «за успехи, достигнутые в деле развития массового физкультурного движения в стране, повышения мастерства советских спортсменов, и успешное выступление на международных соревнованиях»

## Фильмография
- 1951 — Спортивная честь